# Soulèvement (film)
Pour les articles homonymes, voir Soulèvement.
Pour plus de détails, voir Fiche technique et Distribution.
Soulèvement (hangeul : 전,란 ; RR : Jeon, ran) est un film sud-coréen réalisé par Kim Sang-man et sorti en 2024. Il est diffusé en exclusivité sur Netflix.
Il s'agit des invasions japonaises de la Corée sous la dynastie Joseon.
Il est sélectionné en ouverture au Festival international du film de Busan.

## Synopsis
La Corée, sous la dynastie Joseon. Jong-ryeo, fils du plus haut responsable militaire, et Cheon-yeong, son serviteur, ont grandi ensemble. Plus tard, en plein moment des invasions japonaises de la Corée, ce dernier est devenu officier militaire le plus proche du roi Seonjo et retrouve Jong-ryeo, devenu garde de l'armée également proche du roi,.

## Fiche technique
Sauf indication contraire ou complémentaire, les informations mentionnées dans cette section peuvent être confirmées par la base de données de KMDb
- Titre original : 전,란
- Titre international : Uprising[5]
- Titre français : Soulèvement
- Réalisation : Kim Sang-man
- Scénario : Park Chan-wook et Shin Chul
- Décors : Lee Na-gyeom
- Photographie : Joo Seong-rim
- Production : Park Chan-wook
- Sociétés de production : Moho Film et Semicolon Studio[1]
- Société de distribution : Netflix
- Pays de production :  Corée du Sud
- Langue originale : coréen
- Format : couleur
- Genre : action, drame, historique
- Durée : 126 minutes
- Dates de sortie :
  - Corée du Sud : 2 octobre 2024 (Festival international du film de Busan)[2]
  - Monde : 11 octobre 2024 sur Netflix

## Distribution
- Kang Dong-won (VF : Stéphane Pouplard) : Cheon-yeong[6]
- Park Jung-min (VF : Vincent Bonnasseau) : Jong-ryeo Lee[6]
- Cha Seung-won (VF : Augustin Jacob) : le roi Seonjo[6]
- Kim Shin-rok (VF : Flora Brunier) : Beom-dong[6]
- Jung Sung-il : Genshin[6]
- Jin Seon-kyu (en) (VF : Swan Demarsan) : Kim Ja-ryeong[6]
- Kim Hyun[7]

 Source et légende : version française (VF) sur RS Doublage

## Production

### Développement
Park Chan-wook a depuis longtemps écrit le scénario avec Shin Chul, jusqu'en 2019, s'appuyant sur l'histoire ayant pour thème la Corée « un pays qui a grandi dans des conditions difficiles. Beaucoup de sang a été versé pendant la période coloniale japonaise, la guerre et la dictature. Vivant dans un monde sans jours de vent, nous ne bronchons même pas face à la plupart des stimuli. Tous films et dramas coréens sont donc des stimulants" », explique-t-il.
En mai 2021, le projet est révélé au moment où l'acteur Yoo Ah-in s'est vu proposé un rôle principal pour le film historique d'action et d'arts martiaux, intitulé 전,란 (Jeon, ran). Park Chan-wook, s'étant vu occupé avec la série américaine Le Sympathisant (The Sympathizer) pour HBO, ne peut pas participer à la réalisation, mais prend en charge du scénario et de la production — avec ses sociétés Moho Film et Semicolon Studio. Kim Sang-man est donc le réalisateur.
En juin 2023, Park Chan-wook s'est associé, pour la première fois, avec Ted Sarandos, le directeur général de Netflix, « parce que le budget de la production est considérable, même avec le soutien de Netflix, nous manquons toujours d'argent », explique le producteur,.
Début février 2024, le titre anglophone, à l'origine, War and Revolt devient Uprising pour Netflix. En septembre, le titre français est révélé : Soulèvement.

### Attribution des rôles
|  |

En janvier 2023, les acteurs Park Jung-min et Kang Dong-won sont pressentis pour ce projet. En février, Jung Sung-il les rejoint, de même que l'actrice Kim Shin-rok en mars et Jin Seon-kyu, en mai. En juin, ces derniers acteurs sont confirmés : Park Jung-min et Kang Dong-won incarnent le chef de guerre Jong-ryeo et le serviteur Cheon-yeong, ainsi que Kim Shin-rok dans le rôle de la soldat volontaire Beom-dong, Jung Sung-il dans celui du cruel avant-garde japonais Kenshin et Jin Seon-kyu en noble devenu général Kim Ja-ryeong, en ajoutant Cha Seung-won qui vient d'être choisi pour le rôle du roi Seonjo. Fin mars, Kim Hyun confirme son apparition dans ce film.

### Tournage
Le tournage a lieu, entre juin et novembre 2023, à Séoul.

## Festival et diffusion
Soulèvement est sélectionné, en avant-première mondiale, pour ouvrir le Festival international du film de Busan, le 2 octobre 2024. Le film sort le 11 octobre 2024 en exclusivité sur Netflix.

## Distinctions

### Récompenses
- Baeksang Arts Awards 2025[21],[22] :
  - Meilleur espoir masculin, Jung Sung-il pour le rôle de Genshin
  - Meilleur compositeur pour Jo Yeong-wook

### Nominations
- Baeksang Arts Awards 2025[23] :
  - Meilleur film
  - Meilleur acteur dans un second rôle, Park Jung-min pour le rôle de Lee Jong-ryeo
  - Meilleur scénario pour Park Chan-wook et Shin Chul